# Тэмкин, Дэвид
Тэмкин Дэвид (англ. David Tamkin ; 28 августа 1906, Чернигов — 21 июня 1975, Лос-Анджелес) — американский композитор, дирижёр, аранжировщик.

## Биография
Семья Тэмкина эмигрировала в Портленд, штат Орегон, когда ему было меньше года. В раннем возрасте Дэвид начал извлекать уроки скрипки и, в конце концов, попал в класс Генри Бэттмана. Там он познакомился с Луисом Кауфманом, будущим выдающимся скрипачом, выступавшим на концертах и записях. Он стал другом Тамкина на всю жизнь и позже сыграл немаловажную роль в продвижении и создании оперы «Диббук».
Посвятил большую часть своей профессиональной карьеры голливудским фильмам в качестве аранжировщика, дирижёра и композитора. Работал над более чем 50 фильмами в период с 1939 по 1970 год.